# Noel Zancanella
Noel Zancanella é um produtor musical e compositor norte-americano, conhecido pelas colaborações com Taylor Swift, OneRepublic, Maroon 5, B.o.B., Gym Class Heroes, Gavin DeGraw e Colbie Caillat.